# سان كاترين ليه أراس
سان كاترين ليه أراس (بالفرنسية: Sainte-Catherine-lès-Arras)‏ هي بلدية تقع في إقليم باد كاليه من منطقة نور با دو كاليه في شمال فرنسا. تبلغ مساحة هذه المدينة 4.4 (كم²)، وترتفع عن سطح البحر 57 م، يبلغ عدد سكانها 3447 نسمة حسب إحصاء المعهد الوطني للإحصاء والدراسات الاقتصادية سنة 2009 م. وترأس André Bouzigues البلدية خلال فترة (2008-2014).

## أعلام
- لودوفيك ديلبورت
- ماتيلد قروس
- ناندو دي كولو